# Příběnice
Příběnice jsou zřícenina hradu 3,5 kilometru severozápadně od Malšic a osm kilometrů jihozápadně od Tábora v okrese Tábor. Hrad stál na výrazné ostrožně obtékané meandrem Lužnice v nadmořské výšce 410 metrů. Součástí sídelního komplexu byl také latrán a menší hrad Příběničky na protějším břehu řeky. Společně jsou chráněny jako kulturní památka.
Spolu s hradem Stará Dubá byly Příběnice jedinými hrady, které mohly ve třináctém století svým rozsahem a kvalitativním provedením konkurovat menším královským hradům s obvodovou zástavbou, a demonstrovaly tak moc a možnosti svých majitelů.

## Historie

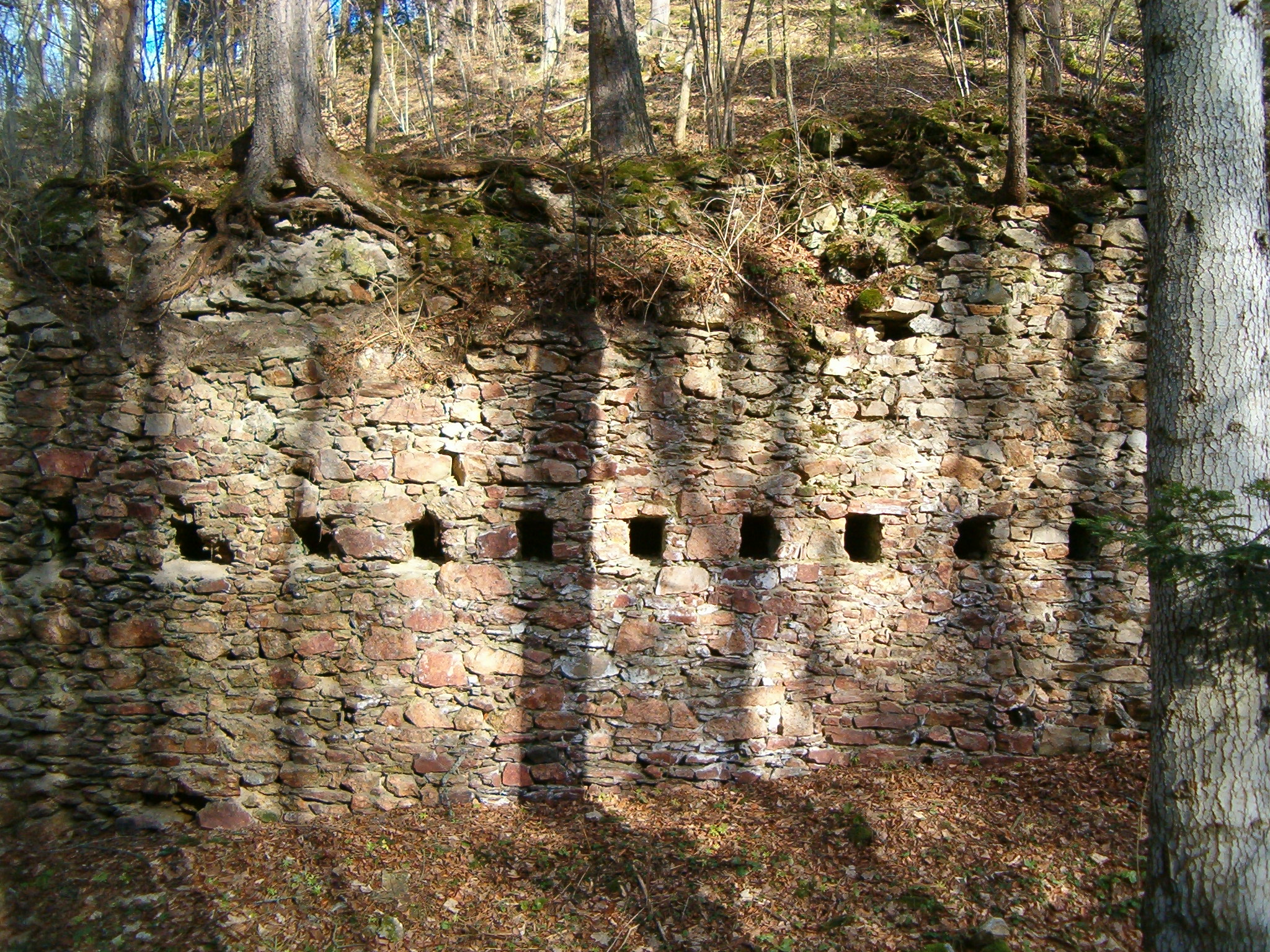
Budova v latránu

Hrad je znám od třináctého století, kdy náležel rodu Vítkovců. Jeho zakladateli byli pravděpodobně Vítek V. z Příběnic a jeho bratr Vok I. z Rožmberka, kteří jsou uvedeni jako majitelé v roce 1243. Po smrti Vítka z Příběnic v roce 1259 hrad zůstal Vokovi a po něm ho zdědili jeho synové Jindřich I. z Rožmberka a Vítek II. z Příběnic. Po Jindřichově smrti získal hrad jeho syn Petr I. z Rožmberka, který začal s výraznou přestavbou, během níž na hradě vznikla kaple. Petr I. zemřel roku 1347 a jeho synové Petr II. z Rožmberka, Oldřich I. z Rožmberka, Jan I. z Rožmberka a Jošt I. z Rožmberka si rodový majetek rozdělili mezi sebe a hrad spravoval purkrabí Přibík z Vyšetic.
Pan Jindřich III. z Rožmberka, syn Oldřicha I., spravoval hrad. Projevoval silné nesympatie ke králi Václavu IV. Patřil k panské jednotě, která se odhodlala k otevřené vzpouře proti králi v roce 1394. Když se král vracel z hradu Žebrák, zajali jej a odvezli k internaci do Prahy. Odtud do Příběnic, kde byl král krátce vězněn a posléze, protože se jim Příběnice nezdály příliš bezpečné, do Českého Krumlova.
V patnáctém století pobýval na hradě Jindřichův syn Oldřich II. z Rožmberka. Zpočátku byl přívržencem husitů, a dokonce dovolil na svých panstvích kázat podobojí způsob. Vzhledem k nebezpečné blízkosti radikálního Tábora však později přešel na stranu katolíků, vyhnal husitské kněze ze svých panství a pokusil se Tábor oblehnout. Táborité to komentovali: „nejprve jenom kulhal, ale nyní ochoravěl na duchu.“ Obléhání Tábora nedopadlo v Oldřichův prospěch a tak nechal vsadit do vězení na Příběnicích všechny kněze, které dostihl. Zároveň byli někteří uvězněni i na Choustníku a Helfenburku.
Jedním z vězněných knězů na Příběnicích byl Václav Koranda. Ve věži se mu podařilo uvolnit z klády a osvobodit ostatní táborské vězně. Společně potom zajali stráže a strážného Odolena, který se k husitům přidal, vyslali do Tábora pro pomoc za hejtmanem Zbyňkem z Buchova. Táborité poté hrad snadno dobyli, protože bývalí vězni vrháním kamenů z věže znemožnili posádce účinnou obranu. Nepomohl ani rožmberský oddíl, který dorazil ze Soběslavi až v okamžiku, kdy Táborité útočili na bránu. Událost připomínal památný strom Korandův smrk, který padl roku 2000.[zdroj⁠?!] Husité na Příběnicích získali velkou kořist, protože řada církevních institucí na pevný hrad ukryla velké množství cenností. Pobýval zde i titulární nikopolský biskup Heřman z Mindelheimu, kterého husité v roce 1417 donutili světit své kněze. Přesto byl u Příběnic odsouzen k trestu smrti utopením a hozen do Lužnice. Biskup však mělkou řeku snadno překonal a teprve na břehu byl utlučen kameny.
V roce 1421 byl na hradě vězněn Bohuslav ze Švamberka. Pod hradem se usídlila sekta adamitů, které odtud vyhnal Jan Žižka. Padesát lidí přitom nechal upálit. Později jich bylo upáleno ještě 25, ale už za jeho nepřítomnosti. V období 1422–1427 docházelo k častým střetnutím katolíků s husity, čímž trpělo zejména okolí hradu. V roce 1428 bylo vypáleno městečko Příběnice.
Po bitvě u Lipan v roce 1434 byl táborský svaz nucen odolávat zvětšujícímu se tlaku Rožmberků. V roce 1437 však uzavřeli mírovou dohodu, jejíž součástí bylo zboření obou příběnických hradů i podhradního městečka. Po roce 1667 byl hrad v zemských deskách uváděn jako zbořený se zbytky, které jsou zarostlé lesem.

## Stavební podoba
Přístupová cesta vedla od jihovýchodu. Nejprve prošla předhradím chráněným příkopem a valem. Potom překonala druhý příkop a vstoupila do čtyřdílného jádra hradu. Nad příkopem stál částečně dochovaný neobvykle osmiboký bergfrit. Cesta však pokračovala dlouhým parkánem podél západní strany hradu na první nádvoří, kde se dochovaly pouze zbytky čtyřhranné věže. Je možné, že zde stála také dosud nelokalizovaná hradní kaple. Na nádvoří se cesta otočila o 180° a průjezdem v palácovém křídle vstoupila na malé střední nádvoří obklopené ze všech stran dalšími palácovými křídly. Jihozápadní křídlo byly částečně vykopáno v první polovině dvacátého století. Jeho nádvorní stranu podpíraly opěráky, které mohly nést pavlač. Na jih od paláce bylo třetí nádvoří s neznámou zástavbou a za ním nádvoří čtvrté se zmíněnou osmibokou věží. V patnáctém století byly na nejstrmější severovýchodní straně palácového okrsku postaveny dvě hranolové bašty spojené parkánem.

## Latrán

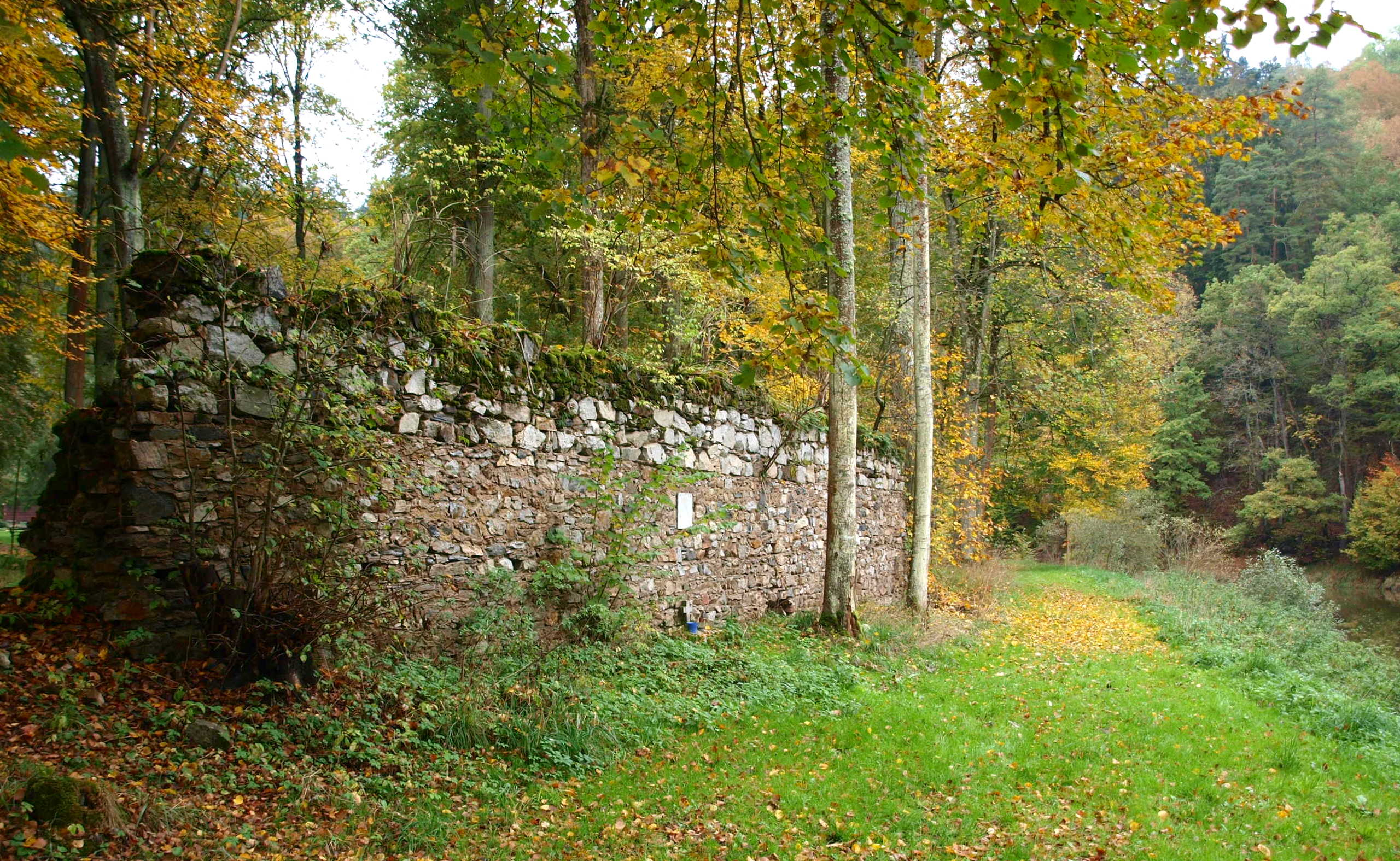
Zbytky opevnění podhradí, zcela vpravo na snímku je patrná řeka

Na jihozápadní straně ostrožny se nacházelo podhradní městečko, ze kterého se dochovaly zbytky domů a hradeb. Součástí městečka byl mlýn.

## Přístup
Hrad je volně přístupný. Přímo přes něj vede žlutě značená turistická trasa z Tábora. V bývalém latránu také končí modře značená trasa z Malšic a prochází jím červeně značená trasa údolím Lužnice.

## Pověsti
- Dva lidé se na Květnou neděli vydali k hradu. Potkali celou černou ovci, která je dovedla až na místo, kde byli dva černě oblečení muži a přebírali se hromadou peněz a pokladem. Vše to hlídal veliký černý pes. Jakmile hlídači pokladu spatřili oba pocestné, tak je strašili hroznými způsoby. Oba z lesa utekli. Jeden z toho zešílel a zemřel a druhý do smrti neřekl, co to vlastně v lese viděli.
- Myslivec z Malšic se vydal na hrad. Cestou slyšel řinčení. Připomínalo mu to řinčení řetězu a jak byl zvědavý, tak se vydal dál. Uviděl opět dva černé chlapy a opět poklad. Ale on se jich nelekl a chtěl si jeden peníz vzít na památku. Zarazil ho černý pes a peníz mu sebral. Myslivec se dal na útěk s tou myšlenkou, že si příště na to samé místo zajde a poklad najde. Ale to místo už nikdy nenašel.
- Na hradě byl vězněn král Václav IV. a za trest nechal po svém propuštění hrad pobořit. Hradní zvon přitom zapadl do země. O mnoho let později tam tesařka sekala trávu. Srp se jí do něčeho zapletl. Ozvalo se zazvonění a žena vykopla ze země zvon. Jak se polekala, tak zaklela a zvon se skutálel do řeky Lužnice. Přitom hlasitě zvonil: „Václave, Václave, pamatuj, pamatuj!“ Na dně řeky je prý dodnes.
- Na Příběnicích se nacházel poklad – stříbrné talíře. Místní myslivec cestou na hrad, došel ke studni a ty stříbrné talíře viděl ležet na dně. Ale protože měl ve zvyku jadrně klít, zaklel a talíře zmizely.
- Dva pytláci nevěřili pověstem, že na hradě straší a chodili pytlačit k vodě. Jednou slyšeli zvláštní dupot, předpokládali, že je to srnec a tak na něj číhali. Zvíře k nim doskákalo a před nimi se postavilo na zadní. Jaké bylo jejich překvapení, když mělo rohy a dlouhý ocas. Ale nic jim neublížil a pokojně odešel.
- Hajný a pasák se domluvili, že půjdou hodně brzo ráno pást dobytek. Potkali ženskou postavu a hajný se pustil do vyhrožování, že pokud neuhne z cesty, že bude zle. A bylo. Ženská postava se ho nezalekla a vstupovala mu do cesty, neustále, až dostal strach. Neměla ruce, ani nohy, povlávala nad zemí. Po kohoutím kokrhání zmizela dočista.